# Maria Siwiak-Kobayashi

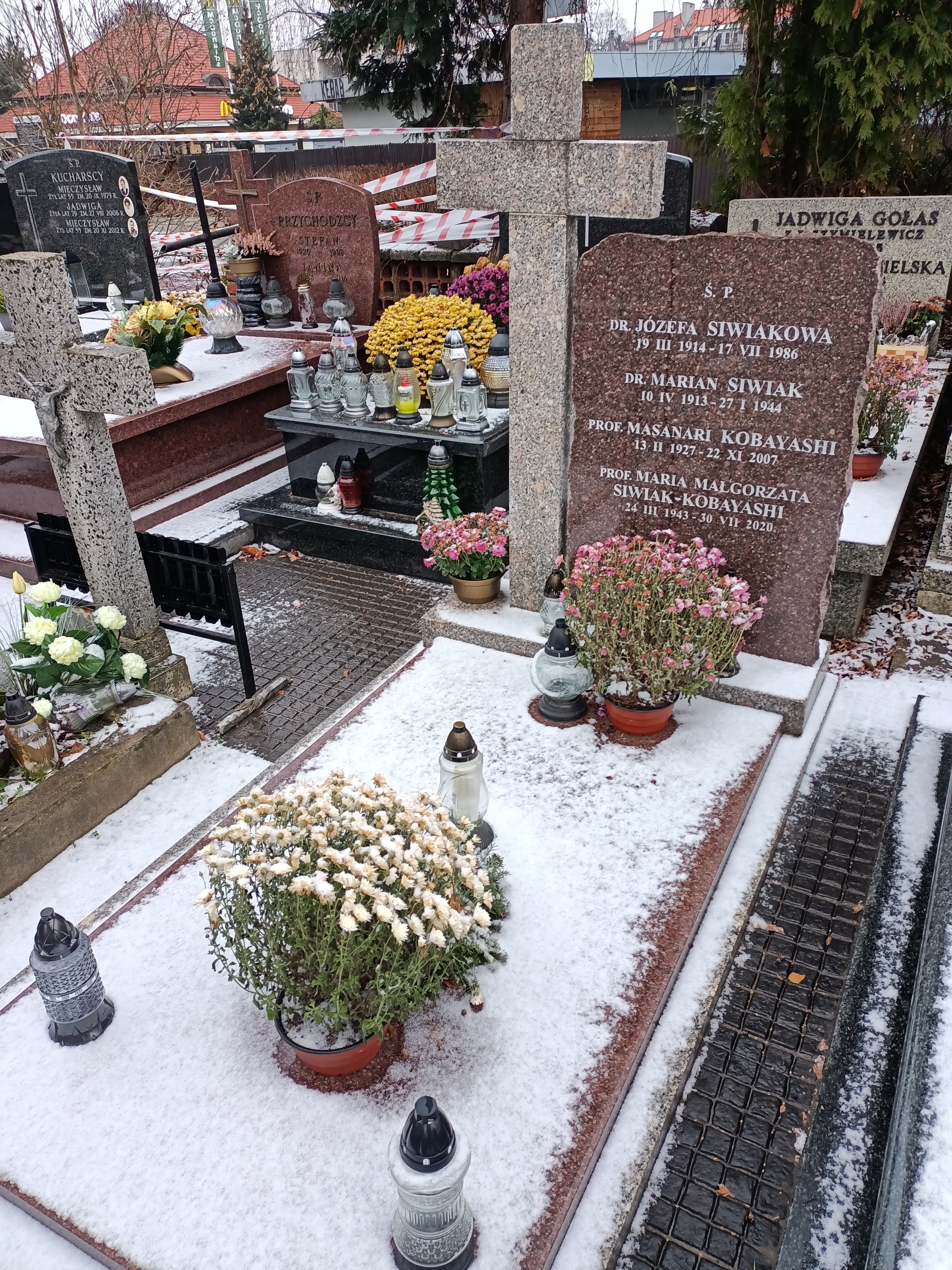
Grób Marii Siwak Kobayashi na cmentarzu parafialnym w Wilanowie

Maria Małgorzata Kobayashi z domu Siwiak (ur. 24 marca 1943 w Wasiliszkach, zm. 30 lipca 2020 w Bielawie) – polska lekarz psychiatra, psycholog i psychoterapeuta, profesor doktor habilitowana.

## Życiorys
W 1966 ukończyła studia medyczne na Akademii Medycznej w Lublinie, w 1969 studia psychologiczne na Katolickim Uniwersytecie Lubelskim. Od 1969 pracowała w Instytucie Psychoneurologicznym w Warszawie (od 1984 pod nazwą Instytut Psychiatrii i Neurologii). W 1975 obroniła pracę doktorską Zmiany w stanie klinicznym a modyfikacja niektórych postaw pacjentów leczonych w Klinice Nerwic. W 1990 habilitowała się na podstawie pracy zatytułowanej Badania trenskulturowe nad poznawczymi aspektami depresji i lęku. 31 stycznia 2008 nadano jej tytuł profesora w zakresie nauk medycznych.
W latach 1982–1984 pracowała w Klinice Psychiatrii na Uniwersytecie w Oxfordzie. W latach 1986–1989 kierowała Zakładem Psychologii Medycznej i Psychoterapii Centrum Szkolenia Podyplomowego, który zorganizowała, a od 1990 do przejścia na emeryturę w 2014 – Kliniką Nerwic Instytutu Psychiatrii i Neurologii.
Była także zatrudniona jako profesor na Wydziale Pedagogicznym Wyższej Szkoły Społecznej i Ekonomicznej w Warszawie.
W latach 1993–1996 była przewodniczącą zarządu Sekcji Naukowej Psychoterapii Polskiego Towarzystwa Psychiatrycznego, w latach 1994–2014 członkiem Zarządu Międzynarodowej Federacji Psychoterapii (IFP).
Jej mężem był slawista, Masanari Kobayashi, miała troje dzieci: Jana, Adama i Ewę.
Zmarła 30 lipca 2020.